# Siemens (adelsätt)
Siemens är en ursprungligen tysk släkt med förgreningar i olika länder.